# Język cachurski
Język cachurski (czasem także: cachski, nazwa własna: ЦIахьна миз, ros. цахурский язык) – język z rodziny języków kaukaskich. Zaliczany jest do podgrupy lezgińskiej języków kaukaskich (tzw. języki nachsko-dagestańskie). Jest blisko spokrewniony z językiem rutulskim.
Język ten jest używany jest przez Cachurów, rdzenną ludność kaukaską, zamieszkującą kilka aułów w południowym Dagestanie w dolinie rzeki Samur i częściowo w północnej części Azerbejdżanu.
Liczbę użytkowników języka cachurskiego ocenia się na ok. 22 tys. osób.
Wyróżnia się trzy dialekty języka cachurskiego. Jest to język ergatywny, posiadający 4 klasy nominalne oraz 18 przypadków. System wokaliczny i konsonantyczny jest rozbudowany. Akcent dynamiczny, pada najczęściej na drugą sylabę od początku wyrazu (np. хьунáшше „kobieta”, гынéй „chleb”), choć może padać także na sylabę pierwszą (np. óхьанас „jeść”, óкIанас „pisać”).

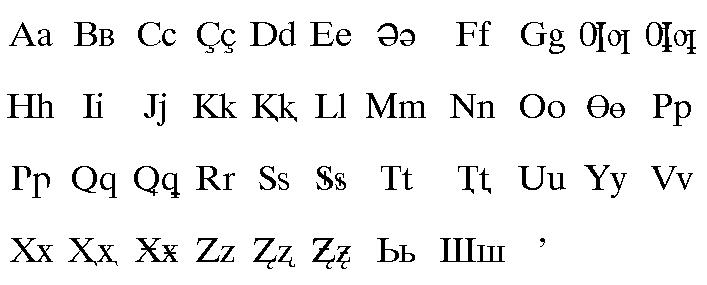
Alfabet cachurski z lat 1934–1938

Jest zapisywany cyrylicą (w Rosji) lub alfabetem łacińskim (w Azerbejdżanie). Pierwsze informacje o próbach stworzenia piśmiennictwa cachurskiego pochodzą z XIII w., kiedy to dokonywano nielicznych przekładów arabskich tekstów liturgicznych na cachurski. Później jednak norma literacka nie była rozwijana; teksty zapisywano najczęściej w języku perskim bądź tureckim. W latach 30. XX w. podjęto ambitną próbę stworzenia nowego piśmiennictwa cachurskiego, zapisywanego łacinką, lecz zakończyła się ona niepowodzeniem. Na początku lat 90. podjęto próbę stworzenia dla języka cachurskiego normy literackiej, opartej na cyrylicy. Dla potrzeb piśmiennictwa opracowany został alfabet, oparty na cyrylicy. Od 1995 r. w języku cachurskim ukazuje się gazeta Nur (Нур, tj. Świat).
Jest zdecydowanie zagrożony wymarciem, do czego przyczynia się niewielka liczebność społeczności, a także dominacja innych języków (azerskiego i rosyjskiego). Pierwsze informacje nt. języka cachurskiego pochodzą z II poł. XIX w. (R. von Erckert); w XX w. badania w regionie prowadzili A. Gienko i A. Dirr.

## Alfabet
| А а   | АI аI | Б б   | В в | Г г   | ГI гI | Гъ гъ | Гь гь | Д д   | Дж дж |
| Е е   | Ё ё   | Ж ж   | З з | И и   | Й й   | К к   | КI кI | Къ къ | Кь кь |
| Л л   | М м   | Н н   | О о | ОI оI | П п   | ПI пI | Р р   | С с   | Т т   |
| ТI тI | У у   | УI уI | Ф ф | Х х   | Хъ хъ | Хь хь | Ц ц   | ЦI цI | Ч ч   |
| ЧI чI | Ш ш   | Щ щ   | Ъ ъ | Ы ы   | ЫI ыI | Э э   | Ь ь   | Ю ю   | Я я   |